# بوکارواتس
بوکارواتس (به صربی: Bukarevac) یک روستا در صربستان است که در پریچو واقع شده‌است. بوکارواتس ۴٫۶۳ کیلومتر مربع مساحت و ۹۰۵ نفر جمعیت دارد.